# Batalla de Neukalen
La Batalla de Neukalen fue una batalla en que se libró en la población de Neukalen durante la Guerra de los Siete Años entre fuerzas suecas y prusianas el 2 de enero de 1762. La fuerza sueca bajo el mando de Carl Constantin De Carnall logró derrotar a las fuerzas prusianas acampadas en una colina al lado de la ciudad de Malchin. Esta fue la última batalla de las tropas suecas y prusianas durante la guerra.